# Schwarzenburg (Breisgau)

Schematische Darstellung der Burganlage

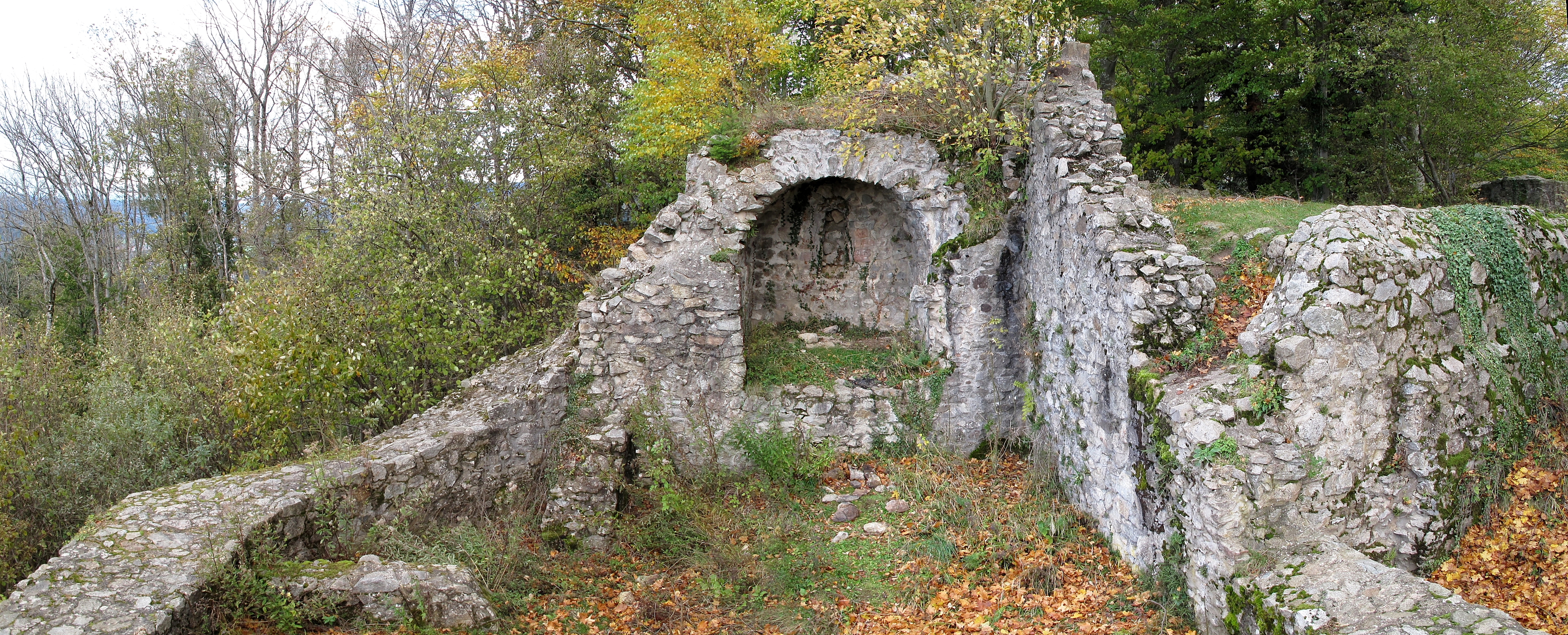
Burgkapelle

Die Schwarzenburg, historisch Burg Schwarzenberg genannt, ist eine heute nur noch als Ruine erhaltene Gipfelburg bei Waldkirch im Landkreis Emmendingen in Baden-Württemberg.

## Geographische Lage
Neben der Kastelburg ist die Schwarzenburg die weniger bekannte zweite Burgruine im Besitz der Stadt Waldkirch. Sie befindet sich auf dem 656,2 m ü. NHN hohen Schwarzenberg, einem Ausläufer des Kandels.

## Eigentümer der Burg
Im Gegensatz zu Waldkirch und der später gegründeten Kastelburg war die Schwarzenburg kein österreichisches Lehen, sondern Eigentum der Freiherren von Schwarzenberg bis zu deren Aussterben Mitte des 15. Jahrhunderts.

## Geschichte
Die Schwarzenburg wurde vermutlich zwischen 1122 und 1136 von den Schirmvögten des Frauenklosters St. Margarethen unter Conrad von Waldkilcha erbaut, der sich ab 1136 regelhaft als „de suarcinberc“ nannte und so zum Begründer des Adelsgeschlechts derer von Schwarzenberg wurde. 1195 wurde Burg Runstal vom damaligen Besitzer Konrad von Schwarzenberg an das Kloster Salem verkauft.
Mit dem letzten Konrad, vermutlich Vogt Konrad (IV) von Schwarzenberg, starb der männliche Stamm der Waldkircher Conradiner aus. 1213 gingen dessen Güter auf seine Schwester Adelheid, Ehefrau Walters I. von Eschenbach-Schnabelburg über. 1270 übernahm Johann, ein Nachkomme Adelheids, mit seinem Neffen Wilhelm aus der Schweiz kommend die Herrschaft und nannte sich fortan Johann I. von Schwarzenberg. Am 8. August 1300 verliehen Johann und Wilhelm von Schwarzenberg Waldkirch das Stadtrecht. 1315 wurde die Herrschaft geteilt: Johann übernahm die Kastelburg und Wilhelm blieb auf der Schwarzenburg.
Die Schwarzenberger Linie starb 1347 mit Burgherr Ulrich II. von Schwarzenberg aus. Sein Nachfolger war Johann III. von der Kastelberger Linie. Dies führte zur Wiedervereinigung der beiden Linien.
Nach dem Tode des Hans Werner von Schwarzenberg 1459 gelangte dessen Tochtermann Heinrich von Rechberg zu Hohenrechberg in den Besitz der Güter und des Vogteiamtes. 1503 trat Martin von Rechberg die Nachfolge seines verstorbenen Vaters Heinrich an. Ihm wiederum folgte 1540 sein Sohn Hans Ludwig von Rechberg. Nach dem Tod Hans Ludwigs 1542 erwarb Sebastian von Ehingen im Jahr 1546 die Güter. Dieser wurde 1559 während der Hochzeitsfeierlichkeiten seiner Tochter von seinem Sohn erdolcht.
Daraufhin bekam 1560 Hans Raphael von Reischach die Herrschaft Schwarzenberg zu Lehen übertragen.
1567 übernahm Erzherzog Ferdinand II. von Tirol die verschuldete Herrschaft Schwarzenberg. Dessen 1578 erfolgter Anordnung, die baufällige Burg abzutragen, wurde allerdings keine Folge geleistet. Eine Besichtigung 1583 durch die vorderösterreichische Regierung zu Ensisheim führte zu dem Befund „stark verfallen“. Dem Bericht eines Chronisten des Margarethenstifts zufolge war 1590 von den Dachstühlen nichts mehr zu sehen und die Mauern waren eingestürzt. Die Ruine wurde schließlich als Steinbruch genutzt.
Seit 1975 wird die Burganlage erforscht und restauriert, seit 1980 ist sie begehbar.
1995 wurde von der Stadt Waldkirch bei der Ruine ein Schild mit den Geschichtsdaten der Burg angebracht.

## Beschreibung
Die Höhenburg wurde vermutlich als Flucht- und Schutzburg angelegt, möglicherweise auch aus machtpolitischen Erwägungen der Schwarzenberger heraus, mit dieser bis weit in das Rheintal hinein sichtbaren Burg ihre Stellung als freies, nur dem Kaiser untergeordnetes Adelsgeschlecht zu demonstrieren.
Von der Burganlage sind noch Reste des Schalenturms, der Burgkapelle, des Palas sowie der Wirtschaftsgebäude erhalten, wohingegen der Bergfried komplett abgegangen ist.